# Ölmstad IS
Ölmstad IS, bildad 1936, är en idrottsförening från Ölmstad i Jönköpings kommun i Sverige. Föreningen har bland annat utövat fotboll genom åren.
Klubben har även sektionerna herrfotboll, damfotboll, ungdomssektion för fotboll, orientering/skidsport, innebandy, gymnastik och bordtennis.
2006 vann damlaget i fotboll division 5 andra året efter det bildades.

## Seniorfotboll
Herrlaget i fotboll har som högst spelat i division 4 elit. Detta skedde säsongen 2007 efter att man som nykomlingar vunnit division 4 2006.
2011 spelade a-laget i Division 5 nordvästra och tränades av Marcus Vaapil, som har spelarrutin från allsvenskan och Malmö FF. Kapten för året var den Ölmstadfödda Robert Davidsson.